# Scott Norton
Scott Michael Norton (født 15. juni 1961) er en amerikansk wrestler, der er bedst kendt for at wrestle for New Japan Pro Wrestling og World Championship Wrestling.
Scott Norton begyndte i WCW i 1995 og dannede tagteamet Fire & Ice med Ice Train. De gik dog fra hinanden, og Norton tilsluttede sig gruppen nWo i 1996. Her dannede han tagteamet Vicious & Delicious med Buff Bagwell, og de var nWo's næstvigtigste tagteam efter The Outsiders. Norton var også medlem af nWo Japan og tog ofte til Japan for at wrestle i New Japan Pro Wrestling.